# Cyrtandromoea sumatrana
Cyrtandromoea sumatrana är en tvåhjärtbladig växtart som beskrevs av Ridley. Cyrtandromoea sumatrana ingår i släktet Cyrtandromoea och familjen Gesneriaceae. Inga underarter finns listade i Catalogue of Life.